# Bad Boys J
Bad Boys J è un dorama stagionale primaverile prodotto da Nippon Television e mandato in onda nel 2013; è tratto dal manga Bad Boys scritto e disegnato da Hiroshi Tanaka.

## Trama
La storia è ambientata a Hiroshima dove imperversano alcune bande di motociclisti tra cui la banda Gokurakuchou (lett: "Farfalle del Paradiso") nella quale militano Kiriki Tsukasa e i suoi amici. Lo scopo nella vita degli appartenenti alle bande di motociclisti è quello di correre con le loro potenti moto per le vie della città.

## Attori e personaggi
Banda Gokurakuchou
- Kento Nakajima: Kiriki Tsukasa
- Hikaru Iwamoto: Kawanaka Yoji
- Tatsuya Fukusawa: Iwami Eiji
- Shota Watanabe: Nakamura Hisao

Banda dei BEAST
- Takashi Nikaido: Danno Hidenori
- Myuto Morita: Takama Kazutoshi
- Shoki Morohoshi: Harada Kazunari
- Reika Sakurai: Miyashita Mariya
- Kazumi Takayama: Momose Haruka
- Yumi Wakatsuki: Nitta Mio
- Ami Nojo: Karatsu Rina

Banda dei Nights
- Ryosuke Hashimoto: Hiro
- Kentarō Yasui: Nakagawa Kenjiro
- Keigo Hagiya: Funamoto Jun
- Ryuya Shimekake: Kenjou Juri
- Manatsu Akimoto: Kamijo Mariko
- Marika Ito: Mikami Miyu
- Nene Ito: Sakuma Mina

Altri
- Tomomi Itano: Nakai Kaori
- Reina Triendl: Sato Erika
- Nanami Hashimoto: Yoshimoto Kumi
- Sayuri Matsumura: Fujii Mika
- Seika Taketomi: Takanashi Aoi

### Musica
- Sigla: BAD BOYS dei Sexy Zone
- Insert song: Sekai de Ichiban Kodoku na LOVER delle Nogizaka46

### Episodi
| Nº | Episodi     | In onda        | In onda |
| Nº | Episodi     | Giapponese     |         |
| 1  | Episodio 1  | 6 aprile 2013  |         |
| 2  | Episodio 2  | 13 aprile 2013 |         |
| 3  | Episodio 3  | 20 aprile 2013 |         |
| 4  | Episodio 4  | 27 aprile 2013 |         |
| 5  | Episodio 5  | 4 maggio 2013  |         |
| 6  | Episodio 6  | 11 maggio 2013 |         |
| 7  | Episodio 7  | 18 maggio 2013 |         |
| 8  | Episodio 8  | 25 maggio 2013 |         |
| 9  | Episodio 9  | 1º giugno 2013 |         |
| 10 | Episodio 10 | 8 giugno 2013  |         |
| 11 | Episodio 11 | 15 giugno 2013 |         |
| 12 | Episodio 12 | 22 giugno 2013 |         |